# Albrecht zu Sayn-Wittgenstein-Berleburg (Standesherr, 1777)
Friedrich Albrecht Ludwig Ferdinand zu Sayn-Wittgenstein-Berleburg (* 12. Mai 1777 in Berleburg; † 11. November 1851 ebenda) war der letzte regierende Fürst im Fürstentum Sayn-Wittgenstein-Berleburg und danach Standesherr.

## Leben
Albrecht zu Sayn-Wittgenstein-Berleburg war Angehöriger des Hochadelsgeschlechts der Fürsten Sayn-Wittgenstein-Berleburg. Seine Eltern waren der 1792 gefürstete Christian Heinrich zu Sayn-Wittgenstein-Berleburg (1753–1800) und Gräfin Charlotte Friederike Franziska von Leiningen-Westerburg-Grünstadt (1759–1831). Franz zu Sayn-Wittgenstein-Berleburg und August Ludwig zu Sayn-Wittgenstein-Berleburg waren seine jüngeren Brüder. Sayn-Wittgenstein-Berleburg, der evangelischer Konfession war, heiratete Christiane Charlotte Wilhelmine Gräfin zu Ortenburg. Der gemeinsame Sohn Albrecht (1834–1904) folgte ihm als Standesherr nach. Daneben war er Vater der Söhne Gustav und Carl.
Nach dem Tod seines Vaters wurde er als ältester Sohn 1800 regierender Fürst. Im Jahr 1806 wurde das Fürstentum aufgrund des Rheinbundes mediatisiert und an das Großherzogtum Hessen angegliedert, bevor es im Jahr 1816 aufgrund der Vereinbarungen des Wiener Kongresses im Rahmen eines Gebietstausches Teil von Preußen wurde. Damit endete seine Regierungszeit 1806. Im Königreich Preußen wurde er Standesherr. Damit verbunden waren eine Reihe von Vorrechten, darunter eine Virilstimme auf dem Provinziallandtag der Provinz Westfalen. Entsprechend war er 1826 bis 1845 Mitglied des Provinziallandtags und 1847 des ersten und 1848 den zweiten Vereinigten Landtags. Als Standesherr durfte er sich dort vertreten lassen. So ließ er sich auf den Vereinigten Landtagen durch Heinrich Friedrich von Itzenplitz vertreten.
In der Tradition seiner Vorväter war auch Fürst Albrecht begeisterter Musiker. Er spielte mehrere Instrumente und dirigierte selbst die Hofkapelle. Sein besonderes Verdienst ist die maßgebliche Förderung des aus Puderbach stammenden Komponisten Friedrich Kiel (1821–1885), der zunächst Mitglied der Hofkapelle war und später die musikalische Erziehung der Berleburger Fürstenkinder übernahm.